# DAN DAN
『DAN DAN』（だんだん）は、石堂まゆによる日本の漫画作品。『月刊あすか』（角川書店）にて連載されていた。単行本は全3巻。

## ストーリー
双子の兄妹のさくらと梨花。身長153cmのさくらは、よく女の子に間違えられる。それをコンプレックスに思う彼は、180cmになることを目指す日々を送っていた。

## 登場人物
さくら
本作の主人公。梨花の双子の兄。身長153cmと小さいため、よく女の子に間違われる。身長180cmを目指している。子供の頃、押入れに閉じ込められたことで暗くて狭いところが嫌いになったため怖い話が苦手である。
梨花
さくらの双子の妹。
安室
陸上部の先輩でさくらたちの同級生。
まりこ

## 書誌情報
あすかコミックス（角川書店）より刊行。
- DAN DAN (1) 1995年12月発行 ISBN 978-4-04-924553-0
- DAN DAN (2) 1996年4月発行 ISBN 978-4-04-924582-0
- DAN DAN (3) 1996年8月発行 ISBN 978-4-04-924609-4